# Энвижн Груп
Энвижн Груп (NVision Group) — российская ИТ-компания, поставщик информационно-коммуникационных решений, услуг и сервисов, в том числе облачных. Является дочерней компанией МТС.

## История
«Энвижн Груп» была создана в 2001 году, президентом компании стал один из её основателей Антон Сушкевич.
Компания обладает сетью филиалов, расположенных в городах Санкт-Петербург, Краснодар, Екатеринбург, Владивосток, Новосибирск, Нижний-Новгород а также в Алматы (Казахстан).
«Энвижн Груп» признана лучшей IT-компанией 2011 года по версии РБК.
В сентябре 2012 года АФК «Система» и «Энвижн Груп» завершили сделку, в результате которой 50+0,5 % акций «Энвижн Груп» перешло во владение принадлежащей «Системе» группе «РТИ». В счёт оплаты сделки акционеры «Энвижн Груп» помимо денег получили активы, входящие в группу «Ситроникс»: «Ситроникс Информационные технологии» и «Ситроникс Телекоммуникационные решения» (кроме греческой компании Intracom Telecom).
В 2013—2015 годах компания входила в топ-5 компаний в сфере IT-услуг и IT-консалтинга и крупнейших системных интеграторов по оценке «Коммерсанта», РИА «Новости», CNews и «Эксперт РА».

## Компания

### Собственники
В октябре 2013 года владельцем 25% «Энвижн Груп» стал российский предприниматель Константин Малофеев, выкупив этот пакет у основателей компании Дмитрия Тарабы, Антона Сушкевича и Алексея Глотова.
В январе 2014 года долю К. Малофеева приобрела АФК «Система», увеличив свой пакет акций до 88,75%. В декабре 2014 года АФК «Система» стала единственным владельцем компании, выкупив 11,25% акций у Антона Сушкевича. В декабре 2015 была завершена сделка по приобретению компанией МТС 100% акций «Энвижн Груп».

### Руководство
- Халин Дмитрий — президент АО «Энвижн Груп»[26].

### Финансы
Совокупная выручка компании:
- 2016 финансовый год — 13,2 млрд рублей
- 2015 финансовый год — 12,9 млрд рублей
- 2014 финансовый год — 28 млрд рублей
- 2013 финансовый год (объединённая компания) — 39,4 млрд рублей
- 2012 финансовый год (объединённая компания) — 59 млрд рублей
- 2011 финансовый год (по МСФО) — 24,4 млрд рублей
- 2010 финансовый год (по МСФО) — 22 млрд рублей